# 江沢洋
江沢 洋（えざわ ひろし、1932年6月2日 -  2023年9月10日）は、日本の物理学者。学習院大学名誉教授。学位は、理学博士（東京大学・1960年）。東京府出身。専門は理論物理学。

## 経歴
（出典：）
- 東京府に生まれる。旧制中学1年から新制高校2年までを現在の群馬県邑楽郡大泉町で過ごす。群馬県立太田高等学校を経て、東京都立両国高等学校を卒業。1951年東京大学理科一類入学。1955年東京大学理学部物理学科卒業。
- 1960年3月、東京大学大学院数物系研究科物理学課程博士課程修了、「超高エネルギー領域におけるπ中間子と核子との相互作用」で理学博士の学位を取得
- 1960年4月、東京大学理学部助手（物理学教室）
- 1963年9月より、フルブライト研究員としてメリーランド大学・イリノイ大学・ウィスコンシン大学に滞在
- 1966年6月より、ハンブルク大学理論物理学研究所研究員
- 1967年2月、東京大学理学部講師
- 1967年4月、学習院大学理学部助教授
- 1970年4月、学習院大学理学部教授
- 1972年9月から1974年10月まで、ベル研究所研究員
- 1977年8月から1977年11月まで、ベル研究所コンサルタント
- 1977年『だれが原子をみたか』でサンケイ児童出版文化賞受賞
- 2003年3月、学習院大学定年退職、名誉教授
- 2011年、瑞宝中綬章受章[3]
- 2023年9月10日、老衰のため死去[4]。91歳没。

## 著書
- 『だれが原子をみたか』岩波科学の本 1976年 のち岩波現代文庫
- 『量子と場 物理学ノート』ダイヤモンド社 1976年
- 『てこと仕事』村田道紀絵 岩波書店 算数と理科の本 1980年
- 『まわれぶんぶんごま』岩波映画製作所写真 岩波書店 ぼくのさんすう・わたしのりか 1981年
- 『物理学の視点 力学・確率・量子』培風館 1983年
- 『フーリエ解析』講談社 理工学者が書いた数学の本 1987年
- 『現代物理学』放送大学教育振興会 1988年 のち朝倉書店
- 『続・物理学の視点』培風館 1991年
- 『よくわかる力学』東京図書 1991年 ISBN 978-4-48900335-6
- 『物理は自由だ 1 (力学)』日本評論社 1992年
- 『微分積分の基礎と応用』サイエンス社 新数理ライブラリ 2000年
- 『理科を歩む 歴史に学ぶ』新曜社 2001年
- 『理科が危ない 明日のために』新曜社 2001年
- 『量子力学』裳華房 基礎演習シリーズ 2002年
- 『物理は自由だ 2 (静電磁場の物理)』日本評論社 2004年
- 『相対性理論とは?』日本評論社 2005年
- 『力学 高校生・大学生のために』日本評論社 2005年
- 『解析力学』培風館 新物理学シリーズ、2007年 ISBN 978-4-56302436-9
- 『相対性理論』裳華房〈基礎物理学選書〉27、2008年 ISBN 978-4-7853-2139-0
- 『漸近解析入門』岩波書店 2013年

### 共編著
- 『電磁気学』碓井恒丸、小沼通二共著 修学社 物理学叢書 1958年
- 『初等力学』碓井恒丸、小沼通年二共著 弘文堂 1959年
- 『物理学入門 科学教育の現代化』板倉聖宣共著 国土社 1964年
- 『量子物理学の展望 50年の歴史に立って』恒藤敏彦共編 岩波書店 1977年-1978年
- 『アインシュタインと現代の物理』柳瀬睦男共編 ダイヤモンド社 1979年
- 『科学史入門 七人の先駆者を中心として』玉虫文一編 柿内賢信、菅原浩、東健一、八杉龍一、渡辺正雄共著 培風館 1979年
- 『演習詳解 力学』中村孔一,山本義隆共著 東京図書 1984年、日本評論社 第2版2011 ISBN 978-4-53578564-9
- 『クラゲの数学・Si星人の化学』坪井忠二、広中平祐共著、培風館、1985
- 『巨大技術と人間』坂本百大共編 朝倉書店 1988年
- 『数理物理学の展開』小嶋泉共編 東京図書 1988
- 『場の量子論と統計力学』新井朝雄共著 日本評論社 1988年
- 『仁科芳雄 日本の原子科学の曙』玉木英彦共編 みすず書房 1991年
- 『岩波講座応用数学 基礎 8 群と表現』島和久共著 岩波書店 1994年
- 『岩波講座現代の物理学 第13巻 くりこみ群の方法』鈴木増雄共著 岩波書店 1994年
- 『岩波ジュニア科学講座 第2巻 新版 運動・光・エネルギー』共著 岩波書店 1994年
- 『数理物理への誘い 最新の動向をめぐって』編 遊星社 1994年
- 『岩波講座応用数学 方法 5 漸近解析』木村英紀、甘利俊一、小松彦三郎、森正武、伊理正夫、藤田宏共著 岩波書店 1995年
- 朝永振一郎『量子力学と私』編 岩波文庫 1997
- 湯川秀樹『理論物理学を語る』編 日本評論社 1997年
- 『量子力学の数学的構造』新井朝雄共著 朝倉書店 1999年 朝倉物理学大系、(1)ISBN 978-4-25413677-7、(2)ISBN 978-4-25413678-4
- 朝永振一郎『科学者の自由な楽園』編 岩波文庫　2000
- 『数理物理への誘い 最新の動向をめぐって 3』編 遊星社 2000年
- 『物理なぜなぜ事典』東京物理サークル共編著 日本評論社 2000年
- 『仁科芳雄往復書簡集』中根良平、仁科雄一郎、仁科浩二郎、矢崎裕二共編 みすず書房 2006-11
- 朝永振一郎『スピンはめぐる 成熟期の量子力学』注 みすず書房 2008年
- 南部陽一郎『素粒子論の発展』編 岩波書店 2009
- 『場の理論のはなし 音の場から電磁場まで』湯川秀樹,鈴木坦共著 日本評論社 2010年
- 『教室からとびだせ物理 物理オリンピックの問題と解答』上條隆志、東京物理サークル共編著 数学書房 2011年
- 朝永振一郎『物理学への道程』編 みすず書房 2012年 始まりの本
- 朝永振一郎『プロメテウスの火』編 みすず書房 2012年 始まりの本
- 伏見康治『紋様の科学』 日本評論社 2013年
- 伏見康治『ふりこの振動を追って』 日本評論社 2013年
- 伏見康治『物理学者の描く世界像』 日本評論社 2013年
- 伏見康治『物理つみくさ集』 日本評論社 2013年
- 伏見康治『物理学論文選集・原子力論集』 日本評論社 2015年
- 『物理の見方・考え方』上條隆志 共編 日本評論社 2018年
- 『相対論と電磁場』上條隆志 共編 日本評論社 2019年
- 『量子力学的世界像』上條隆志 共編 日本評論社 2019年
- 『物理学と数学』上條隆志 共編 日本評論社 2019年
- 『歴史から見る物理学』上條隆志 共編 日本評論社 2020年
- 『教育の場における物理』上條隆志 共編 日本評論社 2020年
- 『教育の場における物理』中村徹 共編 朝倉書店 2020年

### 翻訳
- リチャード・P・ファインマン『物理法則はいかにして発見されたか』ダイヤモンド社 1968年 のち岩波現代文庫
- W.ヴェッセル『わが友に語る量子力学』みすず書房 1970年
- エヌ・ボゴリューボフ、ア・ログノフ、イ・トドロフ『場の量子論の数学的方法』亀井理・関根克彦ほか共訳 東京図書 1972年
- ポール・ディラック『一般相対性理論』東京図書 1977年 のちちくま学芸文庫
- P.C.アイヘルブルク、R.U.ゼクスル編『アインシュタイン 物理学・哲学・政治への影響』亀井理,林憲二共訳 岩波現代選書 1979年
- ロナルド・ダンカン、ミランダ・ウエストン＝スミス編『未知の百科事典 1物理的科学の最前線』村上陽一郎共監訳 日本ブリタニカ 1980年
- G.テンプル『物理・工学のためのルベーグ積分入門』南条昌司共訳 ダイヤモンド社 1981年
- K.プルチブラム『波動力学形成史 シュレーディンガーの書簡と小伝』 みすず書房 1982年
- H.F.ジャドソン『科学と創造 科学者はどう考えるか』監訳 培風館 1983年
- オーウェン・ギンガーリッチ編『マクミラン世界科学史百科図鑑 4 20世紀・物理学』監訳 原書房 1994年
- 『ファインマンさんベストエッセイ』大貫昌子共訳 岩波書店 2001年 「聞かせてよ、ファインマンさん」岩波現代文庫
- R・ギルモア『クォークの魔法使い 素粒子物理のワンダーランド』監訳 土佐幸子訳 培風館 2002年
- L・ローゼンフェルト『ボーア革命 原子模型から量子力学へ』 日本評論社 2015年